# Thomisus guadahyrensis
Thomisus guadahyrensis är en spindelart som beskrevs av Eugen von Keyserling 1880. Thomisus guadahyrensis ingår i släktet Thomisus och familjen krabbspindlar.
Artens utbredningsområde är Peru. Inga underarter finns listade i Catalogue of Life.